# Monodilepas skinneri
Monodilepas skinneri is een slakkensoort uit de familie van de Fissurellidae. De wetenschappelijke naam van de soort is voor het eerst geldig gepubliceerd in 1928 door Finlay.